# Richard Rush (regizor)
Richard Rush (n. 15 aprilie 1929, New York City, New York, SUA – d. 8 aprilie 2021, Los Angeles, California, SUA) a fost un regizor de film, scenarist și producător american. Este cel mai cunoscut ca regizor al filmului The Stunt Man, pentru care a fost nominalizat la Oscar. Celelalte filme ale sale au fost, însă, prea puțin apreciate.
Al doilea cel mai cunoscut film al său este Color of Night, film pentru care a fost de asemenea nominalizat, dar de această dată la Zmeura de Aur. Rush a mai regizat Freebie and The Bean, o comedie neagră despre doi prieteni polițiști interpretați de Alan Arkin și James Caan. A fost și scenarist al filmului din 1990 Air America.